# Zempléni P. Gyuláné
Zempléni P. Gyuláné, saját nevén  Elek Irma, születési nevén Engel Irma (Arad, 1868. november 19. – Budapest, 1944. november 1.) író, műfordító, Zempléni P. Gyula író felesége, Tábori Róbert író, újságíró sógornője.

## Élete
Engel (Engl) Mór és Grünwald Amália lányaként született magyarországi zsidó családba. 1887. szeptember 8-án kötött házasságot Zempléni P. Gyula íróval az aradi izraelita imaházban. Tizenöt éven át voltak házastársak. Férje halála után Zempléni P. Gyuláné továbbra is Budapesten maradt, és az irodalomnak élt. 1916. február 22-én a Józsefvárosban férjhez ment Gombos Gyula jószágigazgatóhoz. Számos művet fordított magyar nyelvre (Thomas Mayne Reid, H. Rider Haggard, Jules Verne, Émile Zola stb. után), de önálló alkotásai is megjelentek. Írt a Magyar Lányok és az Uj Idők című folyóiratba is.

## Művei
- Művészfurfang. Tréfás balett 2 képben. Szövegét írta és koreográfiáját készítette Guerra Miklós. Ford... Zenéjét szerezte: Franz Skofitz. Budapest, 1903.
- Idegenben. Regény fiatal leányok számára. Geiger Richárd rajzaival. Budapest, 1905.
- Riquette. Bohózat 3 felvonásban. Hennequin Maurice és Veber Pierre. Bemutató: Vígszínház, 1905. szeptember 7.

## Műfordításai
- Igazság (Verité) Regény. Írta Zola Emil. Ford. Budapest, (1903.) Két köt.
- Zola Emil. Igazság. (Vérité.) Fordította Zempléni P. Gyuláné. 2 kötet. (8-r. 261. 357 l.) Budapest, 1903. Lampel Róbert.
- Judit néni iskolája. Regény. Becker K. után. Budapest, 1904. Singer és Wolfner (Ifjúsági Regénytár)
- Haggard Rider. Beatrice. Regény 2 kötetben. Fordította Zempléni P. Gyuláné. (155, 160 l.) Singer és Wolfner, Budapest, 1904. (Egyetemes regénytár)
- Merriman, Henry Seton. A rózsaszínű levél. Fordította Zempléni P. Gyuláné. 2 kötet. (159, 168 l.) Singer és Wolfner, Budapest, 1907. (Egyetemes regénytár)
- Merriman Henry Seton. A rózsaszínű levél. (Regény.) Ford.: Zempléni P. Gyuláné. Budapest, [1918]. Singer–Wolfner
- A. Clément: A két árva, "Afra" Könyvforgalmi R.-T., Budapest, é. n. [1910-es évek]
- Jules Verne: Branicanné asszony, Magyar Kereskedelmi Közlöny Hírlap és Könyvkiadó Vállalat, Budapest, é. n. [1910-es évek]
- Mayne-Reid: Embervadászat az őserdőben, Magyar Kereskedelmi Közlöny Hírlap és Könyvkiadó Vállalat, Budapest, é. n. [1910-es évek]
- Lagerlof Zelma: A leghatalmasabb érzés, Magyar Kereskedelmi Közlöny Hírlap és Könyvkiadó Vállalat, Budapest, é. n. [1910-es évek] (A Tolnai Világlapja Ajándéka)
- Curtis Yorke: A gonoszok, Singer és Wolfner Irodalmi Intézet R-T., Budapest, é. n. [1920-as évek] (Százszorszép könyvek)
- Verne Gyula: Servadac Hector. Utazás a naprendszerben, Tolnai Nyomdai Műintézet és Kiadóvállalat R.-T. , Budapest, é. n. [1920-as évek]
- L. J. Vance: A sziget kincse, Singer és Wolfner, Budapest, é. n. [1930-as évek] (Milliók Könyve)
- Guy Chantepleure: Bonaparte ezredes nyomása, Singer és Wolfner, Budapest, é. n. [1930-as évek] (Milliók Könyve)